# Trębki (wieś)
Trębki – wieś (dawniej miasto, potem osada) w Polsce położona w województwie mazowieckim, w powiecie gostynińskim, w gminie Szczawin Kościelny.

## Historia
Trębki uzyskały lokację miejską przed 1578 rokiem, zdegradowane przed 1625 rokiem, własność szlachecka, położone były w drugiej połowie XVI wieku w powiecie gostynińskim ziemi gostynińskiej województwa rawskiego. W latach 1975–1998 miejscowość administracyjnie należała do województwa płockiego. Trębki w przeszłości posiadały własną stację kolejową.

## Osoby
Urodzili się we wsi:
- Maria Stanisława Wittek, ps. „Mira”, „Pani Maria” (ur. 16 sierpnia 1899, zm. 19 kwietnia 1997 w Warszawie) – generał brygady Wojska Polskiego, pierwsza Polka w historii Wojska Polskiego, która została mianowana na stopień generała[9], Dama Orderu Virtuti Militari,
- twórca skautingu polskiego, Andrzej Małkowski.